# Piennes
Piennes är en kommun i departementet Meurthe-et-Moselle i regionen Grand Est (tidigare regionen Lorraine) i nordöstra Frankrike. Kommunen ligger i kantonen Audun-le-Roman som tillhör arrondissementet Briey. År 2022 hade Piennes 2 443 invånare.

## Befolkningsutveckling
Antalet invånare i kommunen Piennes
| Referens: INSEE |